# Oleg Protopopov
Oleg Aleksejevitj Protopopov, född 16 juli 1932 i Leningrad, dåvarande Sovjetunionen, död 31 oktober 2023 i Interlaken i kantonen Bern, Schweiz, var en rysk konståkare som tävlade i paråkning för Sovjetunionen. Tillsammans med sin hustru Ludmila Belousova blev han tvåfaldig olympisk mästare (1964 och 1968) och fyrfaldig världsmästare (1965–68).

## Biografi
Protopopov uppfostrades av sin mor, en professionell balettdansös, och styvfar, som var poet. Han utexaminerades från fakulteten för idrott vid Universitetet Herzen i Sankt Petersburg.
Belousova och Protopopov gifte sig i december 1957. Även om hon behöll sitt flicknamn i deras äktenskap, kallades paret ofta ”Protopopovs". För att kunna bibehålla skridskoåkningen beslutade paret att inte ha barn.
Den 24 september 1979 hoppade Belousova och Protopopov av till Schweiz under en turné och ansökte om politisk asyl. De bosatte sig i Grindelwald och fick slutligen schweiziska medborgarskap 1995. Schweiz är deras ordinarie hemort medan deras sommarhus och träningscenter är i Lake Placid, New York. År 2003 besökte de Ryssland för första gången efter en 23-årig exil, på inbjudan av Vyacheslav Fetisov. De var närvarande i vinter-OS 2014 i Sotji, Ryssland.

## Karriär
Protopopov började åka skridskor relativt sent, vid 15 års ålder, och tränades av Nina Lepninskaya. Hans första partner var Margarita Bogoyavlenskaya, med vilken han vann en silvermedalj på 1953 sovjetiska mästerskapen. Protopopov träffade Ludmila Belousova under våren 1954 i Moskva. Hon flyttade till Leningrad 1955 och började träna med Protopopov 1956.

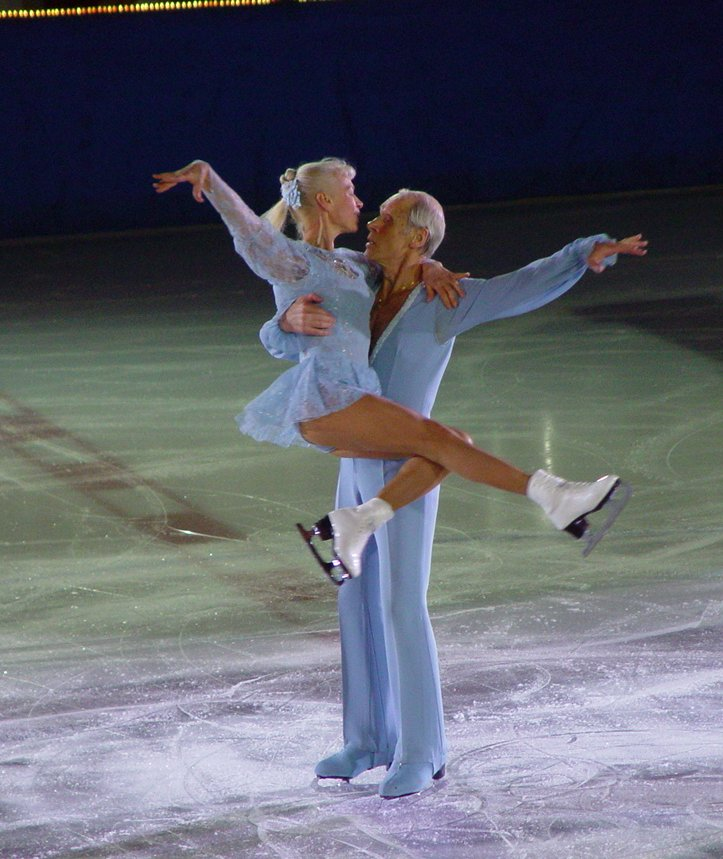
Belousova och Protopopov, 2007.

Belousova och Protopopov debuterade på VM 1958. Två år senare tävlade de i sitt första OS. År 1962 tog de första VM-silvermedaljen. De var det första paret från Sovjetunionen eller Ryssland att vinna en VM-medalj sedan disciplinen inleddes på VM 1908 (som hade endast tre tävlande par). De vann också silvermedalj på EM, och blev det andra Sovjetparet att vinna medaljer efter Nina Zhuk/Stanislav Zhuk (som vann silver 1958-1960).
Belousova och Protopopov första stora internationella guldmedalj kom vid olympiska vinterspelen 1964. Det var det första olympiska parguldet för Sovjetunionen. De började då en fyrtioårig sovjetisk/rysk guldmedaljskörd i rad i paråkning, den längsta i den olympiska idrottshistorien, 1964-2006.
Belousova och Protopopov vann sina första VM-guldmedaljer 1965, och blev då också det första sovjetisk/ryska par att vinna denna titel.
De blev olympiska mästare för andra gången vid olympiska vinterspelen 1968. Vid 32 respektive 35 års ålder var de bland de äldsta mästarna i konståkning.
Den följande säsongen, vann de silvermedalj vid EM och brons på VM då Irina Rodnina började sin regeringstid med sin första partner, Alexei Ulanov. Det var parets sista framträdanden på stora internationella tävlingar, men de skulle fortsätta att tävla inom Sovjetunionen fram till 1972.